# Esopo
Esòpo (in greco antico: Αἴσωπος?, Áisōpos; Menebria, 620 a.C. circa – Delfi, 564 a.C.) è stato uno scrittore greco antico, contemporaneo di Creso e Pisistrato (VI secolo a.C.), noto per le sue favole.
Le sue opere ebbero una grandissima influenza sulla cultura occidentale: le sue favole sono tutt'oggi estremamente popolari e note. Della sua vita si conosce pochissimo, e alcuni studiosi hanno persino messo in dubbio che il corpus di favole che gli viene attribuito sia opera di un unico autore. I primi racconti in forma di favola che ci sono stati tramandati sono i suoi.

## Biografia di Esopo

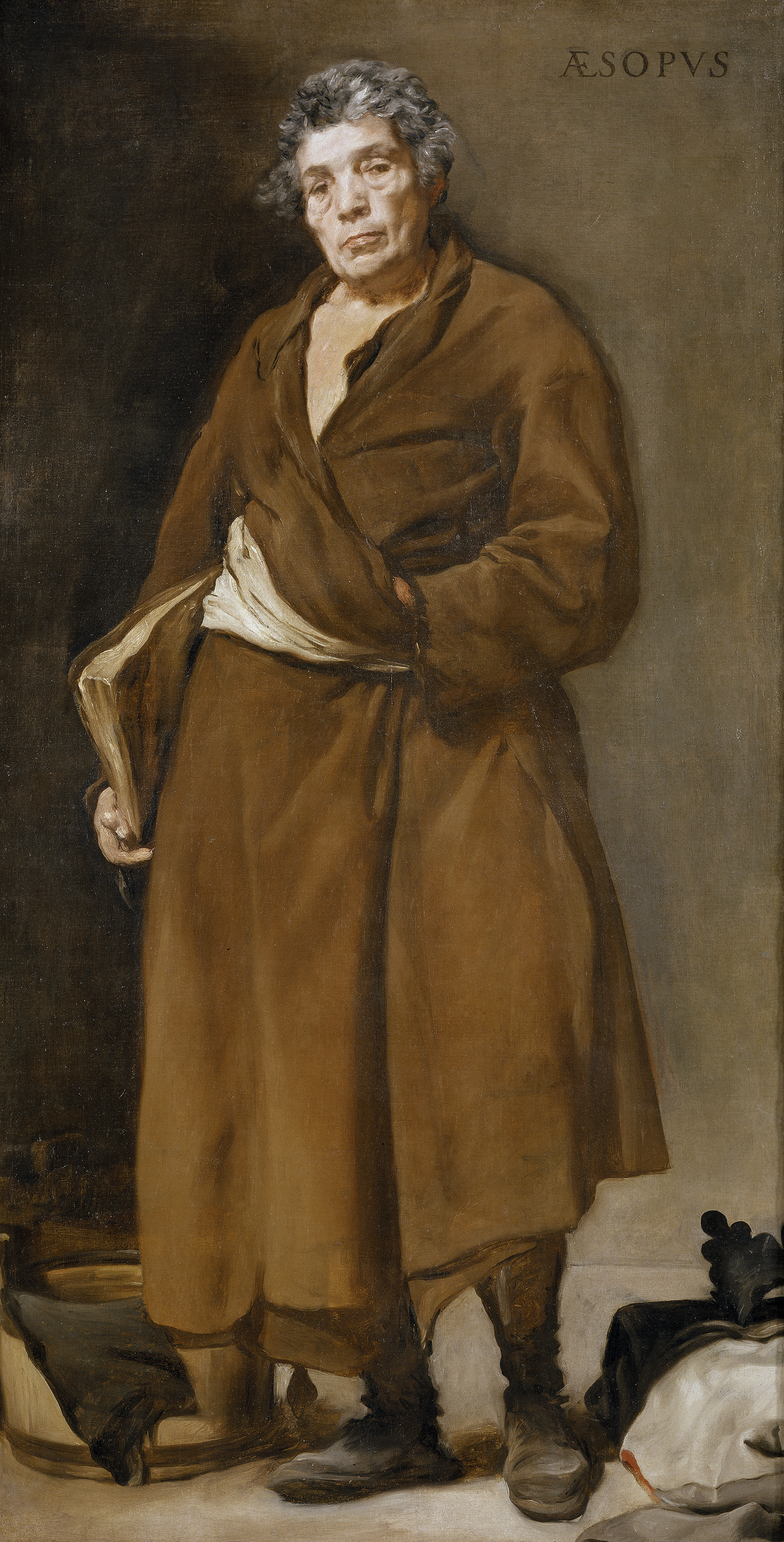
Esopo ritratto da Diego Velázquez (1639-1640), Museo del Prado

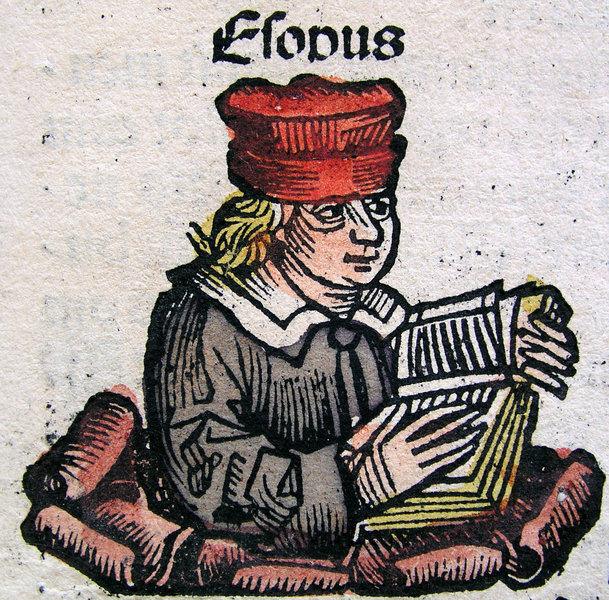
Esopo in una stampa del 1493

Della sua vita si ha una conoscenza soltanto episodica, basata su pochi riferimenti presenti nell'opera di scrittori di epoca successiva come Aristofane, Platone, Senofonte, Erodoto, Aristotele e Plutarco. Un riferimento alla figura di Esopo si trova anche nella fiaba egizia della schiava Rhodopis, o Rodopi, un antico prototipo di Cenerentola e altri racconti di favole e fiabe. Una fonte decisamente successiva è una Vita di Esopo che raccoglie gran parte dei racconti popolari su Esopo. La Vita circolò nel Medioevo almeno dal XIII secolo; il monaco trecentesco Massimo Planude la trascrisse come prefazione a una raccolta delle favole dello scrittore greco. La mancanza di fonti certe e riferimenti coevi ha portato alcuni studiosi a mettere in dubbio la maggior parte della tradizione sulla vita di Esopo.

### La tradizione
Secondo la tradizione, Esopo giunse in Grecia come schiavo. Sulle sue origini sono state formulate diverse ipotesi: Menebria in Tracia, Frigia, Egitto, Etiopia, Samo, Atene, Sardi e Amorium. L'ipotesi di una sua origine africana nata con Massimo Planude è stata a volte accreditata: lo stesso nome "Esopo" potrebbe essere una falsa etimologia della parola greca per "etiope", termine con cui i Greci si riferivano a tutti gli africani subsahariani. Inoltre, alcuni degli animali che compaiono nelle favole di Esopo erano comuni in Africa, ma non in Europa (si deve tener presente la diversa distribuzione all'epoca di animali come il leone berbero, oggi quasi estinto). Si deve anche osservare che la tradizione orale di moltissimi popoli africani (ma anche dei popoli del Vicino Oriente e dei Persiani) include favole con animali personificati, il cui stile spesso ricorda molto da vicino quello di Esopo.
Esopo sarebbe stato schiavo di un certo Xanthos (Ξάνθος), dell'isola di Samo. Si dice che abbia ottenuto la libertà, perché Aristotele, nel secondo volume della Retorica, fa riferimento a un discorso pubblico tenuto da Esopo in difesa di un demagogo di Samo. In seguito visse alla corte di Creso, dove conobbe Solone, e a Corinto ebbe occasione di conoscere i sette saggi. Visitò Atene durante il regno di Pisistrato, occasione in cui avrebbe raccontato la favola Le rane chiedono un re  per dissuadere la cittadinanza dall'intento di deporre Pisistrato a favore di un altro regnante. Delle fonti supponevano che Esopo si espresse apertamente contro la tirannia, guadagnandosi l'ostilità di Pisistrato, contrario alla libertà di parola.
Secondo Erodoto, Esopo morì di morte violenta, ucciso dalla popolazione di Delfi, dopo essere stato assalito durante una delle sue orazioni pubbliche. Erodoto non fornisce alcun indizio circa le cause di questa uccisione, che nel tempo è stata spiegata da altri autori in vari modi: si è sostenuto che Esopo fosse rimasto vittima della giustizia, condannato a morte e decapitato, probabilmente a causa del suo sarcasmo, con il quale avrebbe offeso in più occasioni la popolazione di Delfi, o che fosse stato messo a morte con una pesante accusa di sacrilegio (secondo alcuni, le accuse che vennero mosse contro di lui, sarebbero state false). Sempre secondo Erodoto, alla morte di Esopo seguì una pestilenza che il popolo di Delfi interpretò come punizione divina per l'omicidio commesso.
Si dice che fosse di aspetto orribile, un uomo gobbo e deforme, ma non tutte le fonti sono concordi in merito. Sul mito della bruttezza di Esopo si basa l'attribuzione del nome "ritratto di Esopo" a una statua di marmo grottesca che si trova a Villa Albani, a Roma.

## Le favole di Esopo

Aesopus moralisatus, 1485

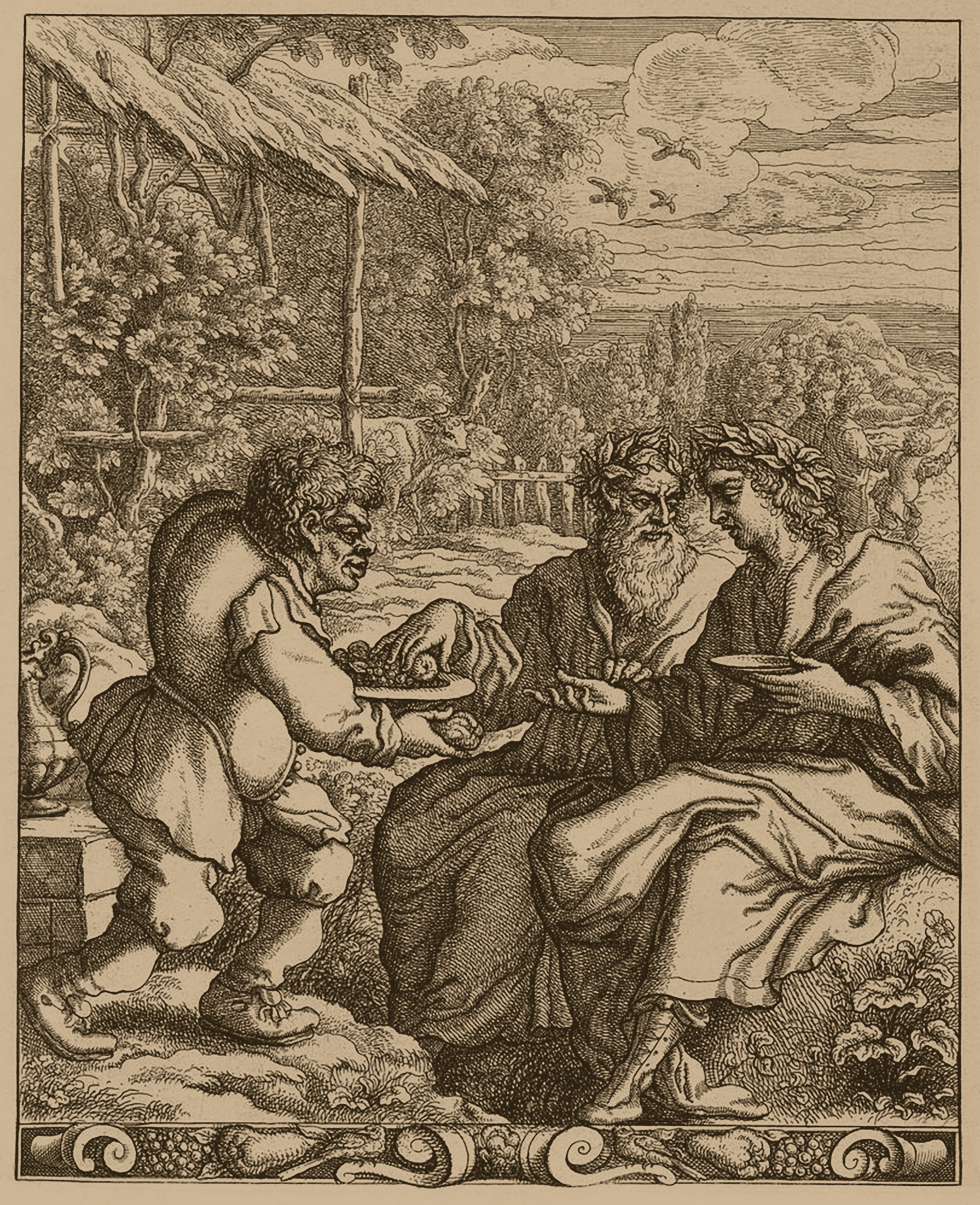
Esopo con i suoi ascoltatori dipinto da Francis Barlow nell'edizione del 1687 di Aesop's Fables with His Life

Esopo è considerato l'iniziatore della favola come forma letteraria scritta. Per "Favole di Esopo" (in lingua greca: Aἰσώπου μῦθοι) si intende la raccolta di 358 favole contenute nell'edizione critica curata da Émile Chambry costituite probabilmente da un nucleo primario di favole a cui, nel corso dei secoli, se ne sono aggiunte altre di varia origine. Le favole di Esopo si possono descrivere come archetipiche; la stessa definizione corrente di "favola" è basata principalmente sulla favola esopica. Si tratta di componimenti brevi, in genere con personaggi che sono animali personificati, con lo scopo esplicito di comunicare una morale. 
Molte di queste favole sono talmente celebri da aver acquisito nella cultura moderna il ruolo di proverbio; alcuni esempi sono La volpe e l'uva, La cicala e la formica, Al lupo! Al lupo!, La tramontana e il sole e La gallina dalle uova d'oro. Molte furono anche riadattate da grandi scrittori di fiabe (per esempio Fedro o Jean de La Fontaine). Le favole di Esopo divennero proverbiali anche in epoca medievale, quando non si conoscevano più gli originali, con le volgarizzazioni in lingua francese dette Isopet (il cui nome deriva chiaramente da Esopo) o con l'Esopo volgare in lingua italiana.

### La funzione educativa delle favole di Esopo
Le favole di Esopo hanno principalmente uno scopo didascalico ed educativo; non a caso, alla fine di ogni componimento vi è la celebre espressione Ὁ μῦθος δηλοῖ ὅτι (o mythos deloi oti: "la favola insegna che"). Ciò significa che, nelle narrazioni, assistiamo di continuo a situazioni ispirate a un insegnamento pratico soprattutto con uno sfondo di deterrente morale che si riflette sull'emotività dei personaggi. Gli exempla di Esopo sono magistrali nella loro piccolezza, riflettono infatti, in situazioni elementari, tutte le caratteristiche della vita reale. L'inganno, la verità, l'apparenza, la stoltezza e l'astuzia: esse sono emozioni esposte di frequente in Esopo, ma tutte in correlazione con la morale finale, con un fine educativo. Il valore educativo delle favole di Esopo spinse sul finire del XVII secolo il re di Francia Luigi XIV a far realizzare un labirinto alla Reggia di Versailles all'interno del quale si trovavano 39 fontane con statue a rappresentare alcune delle favole.

## Edizioni delle favole di Esopo
- Biblioteca digitale BEIC: Aesopus, Fabulae, Cosenza, Ottaviano Salomoni, 1478 (ca.).
- Biblioteca digitale BEIC: Aesopus, Aesopus Moralisatus, Roma, Eucarius Silber, 1483.
- Biblioteca digitale BEIC: Aesopus, Aesopus Moralisatus, Venezia, Manfredo Bonelli, 1491.
- Biblioteca digitale BEIC: Vita Aesopi, Venezia, Manfredo Bonelli, 1492.
- Biblioteca digitale BEIC: Aesopus, Aesopus Moralisatus, in: Libistici fabulatoris Esopi vita feliciter incipit, L'Aquila, Eusanio Stella, 1493.
- Biblioteca digitale BEIC: Aesopus, Aesopus Moralisatus, Venezia, Manfredo Bonelli, 1493.
- Biblioteca digitale BEIC: Aesopus, Aesopus Moralisatus, Bologna, Ercole Nani, 1494.
- Biblioteca digitale BEIC: Aesopus, Aesopus Moralisatus, in: Libistici fabulatoris Esopi vita feliciter incipit, Milano, Ulderico Scinzenzeler, 1497.
- Karl Halm (a cura di), Fabulae aesopicae collectae, Lipsiae in aedibus B. G. Teubneri, 1889.
- Aesopi fabulae, recensuit Aemilius Chambry, Paris, Société d'édition <Les belles lettres>, 1925-26, vol. 1, vol. 2.